# Liffe 2014
25. ljubljanski mednarodni filmski festival je potekal od 12. do 23. novembra 2014 na sledečih prizoriščih: Cankarjev dom (Linhartova in Kosovelova dvorana), Kinodvor, Kino Komuna, Slovenska kinoteka, Kino Šiška in Kolosej Maribor.

## 25. LIFFe v številkah
- 98 celovečernih in 24 kratkih filmov iz 43 držav
- 279 projekcij (255 v Ljubljani in 24 v Mariboru)
- izdanih je bilo 46.000 vstopnic
- v vseh 25 letih festivala je bilo izdanih 770.000 vstopnic
- 55 razprodanih projekcij
- 40 gostov
- 31 pogovorov s filmskimi ustvarjalci po projekcijah filmov

## Nagrade
| Nagrada                                           | Film                                  | Režiser                              |
| ------------------------------------------------- | ------------------------------------- | ------------------------------------ |
| vodomec                                           | Ich seh, Ich seh (Lahko noč, mamica)  | Severin Fiala in Veronika Franz      |
| zmaj                                              | Charlie's Country (Čarlijeva dežela)  | Rolf De Heer                         |
| FIPRESCI                                          | Buzzard (Mrhovinar)                   | Joel Potrykus                        |
| nagrada za najboljši kratki film                  | Hände zum Himmel (Roke proti nebesom) | Ulrike Putzer in Matthias van Baaren |
| nagrada za najboljši kratki film – posebna omemba | Kokoška (Kokoš)                       | Una Gunjak                           |

Vodomec je nagrada režiserju najboljšega filma iz sklopa Perspektive po izboru mednarodne tričlanske žirije. Zmaj je nagrada občinstva za najbolje ocenjeni film, ki še ni odkupljen za Slovenijo. Nagrado FIPRESCI podarja mednarodna žirija svetovnega združenja filmskih kritikov in novinarjev.
Žirije
- vodomčeva žirija
  -  Klemen Dvornik
  -  Michael Pattison
  -  Alexandra Strelková
- FIPRESCI
  -  Ivana Miloš
  -  Miroslav Lánik
  -  Maja Krajnc
- najboljši kratki film
  -  Paola Bristot
  -  Matevž Jerman
  -  Vladan Petković

Glasovanje za nagrado zmaj – končni vrstni red
| Glasovanje za nagrado zmaj | Glasovanje za nagrado zmaj                                | Glasovanje za nagrado zmaj |
| #                          | Film (režiser)                                            | Ocena                      |
| -------------------------- | --------------------------------------------------------- | -------------------------- |
| 1.                         | Čarlijeva dežela (Rolf De Heer)                           | 4,61                       |
| 2.                         | Naporen dan (Kim Seong-hoon)                              | 4,40                       |
| 3.                         | Številka 55 (Kristijan Milić)                             | 4,35                       |
| 4.                         | Fair Play (Andrea Sedlačkova)                             | 4,29                       |
| 5.                         | Otok ljubezni (Jasmila Žbanić)                            | 4,24                       |
| 6.                         | Veliki, zlobni volkovi (Aharon Keshales, Navot Papushado) | 4,08                       |
| 7.                         | Slepa (Eskil Vogt)                                        | 4,07                       |
| 8.                         | Velika hiša (Fellipe Barbosa)                             | 4,04                       |
| 9.                         | Rdeča amnezija (Wang Xiaoshuai)                           | 4,03                       |
| 10.                        | Kosec (Zvonimir Jurić)                                    | 3,95                       |
| 11.                        | Palo Alto (Gia Coppola)                                   | 3,89                       |
| 12.                        | Lahko noč, mamica (Veronika Franz, Severin Fiala)         | 3,84                       |
| 13.                        | Ne zapuščaj me (Sabine Lubbe Bakker, Niels van Koevorden) | 3,77                       |
| 14.                        | Brezpogojna ljubezen (Aditya Vikram Sengupta)             | 3,73                       |
| 15.                        | Jama (Alfredo Montero)                                    | 3,72                       |
| 16.                        | Groba montaža (Jamie Shovlin)                             | 3,71                       |
| 17.                        | Prosti pad (Gyorgy Palfi)                                 | 3,58                       |
| 17.                        | Zlo za petami (David Robert Mitchell)                     | 3,58                       |
| 19.                        | Ljubosumje (Philippe Garrel)                              | 3,57                       |
| 20.                        | Težko je biti Bog (Aleksej German)                        | 3,52                       |
| 21.                        | Mrhovinar (Joel Potrykus)                                 | 3,49                       |
| 22.                        | Ljudje ptice (Pascale Ferran)                             | 3,39                       |
| 23.                        | Otožno razdejanje (Jeremy Saulnier)                       | 3,37                       |
| 24.                        | Svojeglavi Philip (Alex Ross Perry)                       | 3,35                       |
| 25.                        | Proletarska zimska pravljica (Julian Radlmaier)           | 3,25                       |
| 26.                        | Požri svoje prednike (Jean-Charles Hue)                   | 3,15                       |
| 27.                        | Puberteta: navodila za uporabo (Jean-Francois Caissy)     | 2,80                       |

## Filmi

### Perspektive
| #   | Film                                                           | Slovenski prevod               | Režiser                       | Država               | Leto | Dolžina |
| --- | -------------------------------------------------------------- | ------------------------------ | ----------------------------- | -------------------- | ---- | ------- |
| 1.  | Ich seh, Ich seh (Goodnight Mommy)                             | Lahko noč, mamica              | Veronika Franz, Severin Fiala | Avstrija             | 2014 | 99'     |
| 2.  | Buzzard                                                        | Mrhovinar                      | Joel Potrykus                 | ZDA                  | 2014 | 97'     |
| 3.  | Plemja (The Tribe)                                             | Pleme                          | Miroslav Slabošipcki          | Ukrajina             | 2014 | 130'    |
| 4.  | Mange tes morts (Eat Your Bones)                               | Požri svoje prednike           | Jean-Charles Hue              | Francija             | 2014 | 94'     |
| 5.  | Ein proletarisches Wintermärchen (A Proletarian Winter's Tale) | Proletarska zimska pravljica   | Julian Radlmaier              | Nemčija              | 2014 | 63'     |
| 6.  | La Marche a suivre (Guidelines)                                | Puberteta: navodila za uporabo | Jean-François Caissy          | Kanada               | 2014 | 76'     |
| 7.  | Whiplash                                                       | Ritem norosti                  | Damien Chazelle               | ZDA                  | 2014 | 105'    |
| 8.  | Blind                                                          | Slepa                          | Eskil Vogt                    | Norveška, Nizozemska | 2013 | 96'     |
| 9.  | Broj 55 (Number 55)                                            | Številka 55                    | Kristijan Milić               | Hrvaška              | 2014 | 90'     |
| 10. | Casa Grande                                                    | Velika hiša                    | Felipe Barbosa                | Brazilija            | 2014 | 117'    |

### Predpremiere
| #   | Film                                                                                                  | Slovenski prevod                                 | Režiser                            | Država                               | Leto | Dolžina |
| --- | --- | ------------------------------------------------ | ---------------------------------- | ------------------------------------ | ---- | ------- |
| 1.  | 20,000 Days on Earth                                                                                  | 20.000 dni na Zemlji                             | Iain Forsyth, Jane Pollard         | Velika Britanija                     | 2014 | 95'     |
| 2.  | Alan Partridge: Alpha Papa                                                                            | Alan Partridge: Alfa samec                       | Declan Lowney                      | VB, Francija                         | 2013 | 90'     |
| 3.  | Kraftidioten (In Order of Disappearance)                                                              | Amaterji                                         | Hans Petter Moland                 | Norveška, Švedska, Danska            | 2014 | 116'    |
| 4.  | Bande de filles (Girlhood)                                                                            | Banda punc                                       | Céline Sciamma                     | Francija                             | 2014 | 112'    |
| 5.  | Birdman                                                                                               | —                                                | Alejandro González Iñárritu        | ZDA                                  | 2014 | 119'    |
| 6.  | Le meraviglie (The Wonders)                                                                           | Čudesa                                           | Alice Rohrwacher                   | Italija, Švica, Nemčija              | 2014 | 111'    |
| 7.  | Foxcatcher                                                                                            | Foxcatcher: Boj z norostjo                       | Bennett Miller                     | ZDA                                  | 2014 | 130'    |
| 8.  | Mr. Turner                                                                                            | G. Turner                                        | Mike Leigh                         | VB, Nemčija, Francija                | 2014 | 149'    |
| 9.  | Gemma Bovery                                                                                          | —                                                | Anne Fontaine                      | Francija                             | 2013 | 99'     |
| 10. | En duva satt pa en gren och funderade pa tillvaron (A Pigeon Sat on a Branch Reflecting on Existence) | Golob je sedel na veji in razmišljal o življenju | Roy Andersson                      | Švedska, Norveška, Francija, Nemčija | 2014 | 100'    |
| 11. | Die Wälder sind noch grün (The Woods Are Still Green)                                                 | Gozdovi so še vedno zeleni                       | Marko Naberšnik                    | Avstrija, Slovenija                  | 2014 | 107'    |
| 12. | Jauja                                                                                                 | Jauja: Raj na zemlji                             | Lisandro Alonso                    | Argentina, Danska, Francija, Mehika  | 2014 | 108'    |
| 13. | Leviafan / Левиафан (Leviathan)                                                                       | Leviatan                                         | Andrej Zvjagincev                  | Rusija                               | 2014 | 140'    |
| 14. | L'amour est un crime parfait (Love Is the Perfect Crime)                                              | Ljubezen je popolni zločin                       | Arnaud Larrieu, Jean-Marie Larrieu | Francija, Švica                      | 2013 | 110'    |
| 15. | Mommy                                                                                                 | Mamica                                           | Xavier Dolan                       | Kanada                               | 2014 | 134'    |
| 16. | Sils Maria (Clouds of Sils Maria)                                                                     | Oblaki na Sils Mario                             | Olivier Assayas                    | Francija, Švica, Nemčija             | 2014 | 123'    |
| 17. | Pasolini                                                                                              | —                                                | Abel Ferrara                       | Francija, Belgija, Italija           | 2014 | 84'     |
| 18. | Phoenix                                                                                               | —                                                | Christian Petzold                  | Nemčija                              | 2014 | 98'     |
| 19. | Maps to the Stars                                                                                     | Poti k zvezdam                                   | David Cronenberg                   | Francija, Kanada, ZDA, Nemčija       | 2014 | 111'    |
| 20. | L'enlevement de Michel Houellebecq (The Kidnapping of Michel Houellebecq)                             | Ugrabitev Michela Houellebecqa                   | Guillaume Nicloux                  | Francija                             | 2014 | 92'     |
| 21. | Force Majeure                                                                                         | Višja sila                                       | Ruben Östlund                      | Švedska                              | 2014 | 118'    |
| 22. | Hross i oss (Of Horses and Men)                                                                       | Zgodbe o konjih in ljudeh                        | Benedikt Erlingsson                | Islandija, Nemčija                   | 2013 | 81'     |
| 23. | Kis uykusu (Winter Sleep)                                                                             | Zimsko spanje                                    | Nuri Bilge Ceylan                  | Turčija, Francija, Nemčija           | 2014 | 196'    |

### Kraljic in kraljice
| #   | Film                                            | Slovenski prevod        | Režiser                              | Država                       | Leto | Dolžina |
| --- | ----------------------------------------------- | ----------------------- | ------------------------------------ | ---------------------------- | ---- | ------- |
| 1.  | Charlie's Country                               | Čarlijeva dežela        | Rolf de Heer                         | Avstralija                   | 2014 | 108'    |
| 2.  | La jalousie (Jealousy)                          | Ljubosumje              | Philippe Garrel                      | Francija                     | 2013 | 77'     |
| 3.  | Bird People                                     | Ljudje ptice            | Pascale Ferran                       | Francija                     | 2014 | 128'    |
| 4.  | P'tit Quinquin (Li'l Quinquin)                  | Mali Quinquin           | Bruno Dumont                         | Francija                     | 2014 | 197'    |
| 5.  | A Most Wanted Man                               | Najbolj iskani človek   | Anton Corbijn                        | VB, ZDA, Nemčija             | 2014 | 121'    |
| 6.  | Night Moves                                     | Nočne poti              | Kelly Reichardt                      | ZDA                          | 2013 | 112'    |
| 7.  | Mula sa kung ano ang noon (From What Is Before) | Odmevi preteklosti      | Lav Diaz                             | Filipini                     | 2014 | 338'    |
| 8.  | We Come as Friends                              | Prihajamo v miru        | Hubert Sauper                        | Francija, Avstrija           | 2014 | 110'    |
| 9.  | Le sel de la terre (Salt of the Earth)          | Sol zemlje              | Wim Wenders, Juliano Ribeiro Salgado | Francija, Brazilija, Italija | 2014 | 109'    |
| 10. | To Mikro Psari                                  | Stratos                 | Yannis Economides                    | Grčija, Nemčija, Ciper       | 2014 | 137'    |
| 11. | Trudno bit bogom (Hard to Be a God)             | Težko je biti Bog       | Aleksej German                       | Rusija                       | 2013 | 170'    |
| 12. | Timbuktu                                        | —                       | Abderrahmane Sissako                 | Francija                     | 2014 | 97'     |
| 13. | Im Keller (In the Basement)                     | V kleti                 | Ulrich Seidl                         | Avstrija                     | 2014 | 85'     |
| 14. | Queen and Country                               | Za kraljico in domovino | John Boorman                         | Irska, VB                    | 2014 | 115'    |

### Panorama svetovnega filma
| #   | Film                                  | Slovenski prevod        | Režiser                                                | Država                                   | Leto | Dolžina |
| --- | ------------------------------------- | ----------------------- | ------------------------------------------------------ | ---------------------------------------- | ---- | ------- |
| 1.  | Varvari (Barbarians)                  | Barbari                 | Ivan Ikić                                              | Srbija, Slovenija, Črna gora, BiH        | 2014 | 87'     |
| 2.  | Beit-Lehem (Bethlehem)                | Betlehem                | Yuval Adler                                            | Izrael, Nemčija, Belgija                 | 2013 | 99'     |
| 3.  | Asha jaoar majhe (Labour of Love)     | Brezpogojna ljubezen    | Aditya Vikram Sengupta                                 | Indija                                   | 2014 | 84'     |
| 4.  | The Duke of Burgundy                  | Burgundski vojvoda      | Peter Strickland                                       | VB                                       | 2014 | 101'    |
| 5.  | The Double                            | Dvojnik                 | Richard Ayoade                                         | VB                                       | 2013 | 93'     |
| 6.  | Fair Play                             | —                       | Andrea Sedláčková                                      | Češka, Slovaška, Nemčija                 | 2014 | 100'    |
| 7.  | The Reaper                            | Kosec                   | Zvonimir Jurić                                         | Hrvaška, Slovenija                       | 2014 | 98'     |
| 8.  | Love is Strange                       | Ljubezen je čudna reč   | Ira Sachs                                              | ZDA, Grčija                              | 2014 | 98'     |
| 9.  | Les combattants (Love at First Fight) | Ljubezen na prvi pretep | Thomas Cailley                                         | Francija                                 | 2014 | 98'     |
| 10. | Ne me quitte pas (Don't Leave Me)     | Ne zapuščaj me          | Sabine Lubbe Bakker, Niels van Koevorden               | Belgija, Nizozemska                      | 2013 | 106'    |
| 11. | Ničije dete (No One's Child)          | Nikogaršnji otrok       | Vuk Ršumović                                           | Srbija, Hrvaška                          | 2014 | 95'     |
| 12. | Omar                                  | —                       | Hany Abu-Assad                                         | Palestina                                | 2013 | 97'     |
| 13. | Love Island                           | Otok ljubezni           | Jasmila Žbanić                                         | Hrvaška, BiH, Nemčija, Švica             | 2014 | 86'     |
| 14. | Palo Alto                             | —                       | Gia Coppola                                            | ZDA                                      | 2013 | 100'    |
| 15. | The Look of Silence                   | Pogled tišine           | Joshua Oppenheimer                                     | Danska, Indonezija, Norveška, Finska, VB | 2014 | 99'     |
| 16. | Szabadesés (Free Fall)                | Prosti pad              | György Pálfi                                           | Madžarska, Francija, Južna Koreja        | 2014 | 89'     |
| 17. | Chuang ru zhe (Red Amnesia)           | Rdeča amnezija          | Xiaoshuai Wang                                         | Kitajska                                 | 2014 | 115'    |
| 18. | Listen Up Philip                      | Svojeglavi Philip       | Alex Ross Perry                                        | ZDA                                      | 2014 | 108'    |
| 19. | Mille soleils (A Thousand Suns)       | Tisoč sonc              | Mati Diop                                              | Francija                                 | 2013 | 45'     |
| 20. | Party Girl                            | Žurerka                 | Marie Amachoukeli-Barsacq, Claire Burger, Samuel Theis | Francija                                 | 2014 | 95'     |

### Ekstravaganca
| #  | Film                                    | Slovenski prevod       | Režiser                          | Država        | Leto | Dolžina |
| -- | --------------------------------------- | ---------------------- | -------------------------------- | ------------- | ---- | ------- |
| 1. | Rough Cut                               | Groba montaža          | Jamie Shovlin                    | VB            | 2013 | 90'     |
| 2. | La cueva (In Darkness We Fall)          | Jama                   | Alfredo Moreno                   | Španija       | 2014 | 80'     |
| 3. | Kkeut-kka-ji-gan-da (A Hard Day)        | Naporen dan            | Kim Seong-hun                    | Južna Koreja  | 2014 | 111'    |
| 4. | Blue Ruin                               | Otožno razdejanje      | Jeremy Saulnier                  | ZDA, Francija | 2013 | 90'     |
| 5. | Mi mefahed mezeev hara (Big Bad Wolves) | Veliki, zlobni volkovi | Aharon Keshales, Navot Papushado | Izrael        | 2013 | 110'    |
| 6. | It Follows                              | Zlo za petami          | David Robert Mitchell            | ZDA           | 2014 | 94'     |

### Kino Balon
| #  | Film                                                                   | Slovenski prevod                      | Režiser                                | Država                   | Leto | Dolžina |
| -- | ---------------------------------------------------------------------- | ------------------------------------- | -------------------------------------- | ------------------------ | ---- | ------- |
| 1. | O menino e o mundo (The Boy and the World)                             | Deček in svet                         | Alê Abreu                              | Brazilija                | 2013 | 80'     |
| 2. | Emil & Ida i Lönnenberga (That Boy Emil)                               | Emil iz Löneberge                     | Alicja Björk, Lasse Persson, Per Ahlin | Švedska                  | 2013 | 63'     |
| 3. | Karsten og Petra pa vinterferie (Karsten and Petra on Winter Vacation) | Gašper in Petra na zimskih počitnicah | Arne Lindtner Naess                    | Norveška                 | 2014 | 73'     |
| 4. | Solan og Ludvig: Jul i Flaklypa (Christmas of Solan and Ludvig)        | Ježek in vran pričarata božič         | Rasmus A. Sivertsen                    | Norveška                 | 2013 | 72'     |
| 5. | Mammu, es tevi milu (Mother, I Love You)                               | Mami, rad te imam                     | Janis Nords                            | Latvija                  | 2013 | 83'     |
| 6. | The Rocket                                                             | Raketa                                | Kim Mordaunt                           | Avstralija, Tajska, Laos | 2013 | 96'     |

### Posvečeno: Aleksej German
| #  | Film                                              | Slovenski prevod          | Država           | Leto | Dolžina |
| -- | ------------------------------------------------- | ------------------------- | ---------------- | ---- | ------- |
| 1. | Proverka na dorogah (Check-up on the Roads)       | Preizkušnja na poti       | Sovjetska zveza  | 1971 | 96'     |
| 2. | Dvadtsat dnej bez vojni (Twenty Days Without War) | Dvajset dni brez vojne    | Sovjetska zveza  | 1977 | 101'    |
| 3. | Moj drug Ivan Lapšin (My Friend Ivan Lapshin)     | Moj prijatelj Ivan Lapšin | Sovjetska zveza  | 1984 | 100'    |
| 4. | Hrustaljov, mašinu! (Khrustalyov, My Car!)        | Hrustaljov, moj avto!     | Rusija, Francija | 1998 | 137'    |

### Posvečeno: Ruben Östlund
| #  | Film                            | Slovenski prevod   | Država                    | Leto | Dolžina |
| -- | ------------------------------- | ------------------ | ------------------------- | ---- | ------- |
| 1. | Play                            | Igra               | Švedska, Francija, Danska | 2011 | 118'    |
| 2. | Gitarrmongot (Guitar Mongoloid) | Kitarski mongoloid | Švedska                   | 2004 | 89'     |
| 3. | De ofrivilliga (Involuntary)    | Nenamerno          | Švedska                   | 2008 | 98'     |

### Retrospektiva: Veliko platno
| #   | Film                                                            | Slovenski prevod              | Režiser                            | Država                    | Leto | Dolžina |
| --- | --------------------------------------------------------------- | ----------------------------- | ---------------------------------- | ------------------------- | ---- | ------- |
| 1.  | La Région centrale                                              | Centralna regija              | Michael Snow                       | Kanada                    | 1971 | 180'    |
| 2.  | The Wizard of Oz                                                | Čarovnik iz Oza               | Victor Fleming                     | ZDA                       | 1939 | 102'    |
| 3.  | The Franch Connection                                           | Francoska zveza               | William Friedkin                   | ZDA                       | 1971 | 104'    |
| 4.  | Un chapeau de paille d'Italie (The Italian Straw Hat)           | Italijanski slamnik           | René Clair                         | Francija, Nemčija         | 1928 | 84'     |
| 5.  | Lawrence of Arabia                                              | Lawrence Arabski              | David Lean                         | Velika Britanija          | 1962 | 216'    |
| 6.  | Level Five                                                      | Peta stopnja                  | Chris Marker                       | Francija                  | 2014 | 106'    |
| 7.  | Playtime                                                        | —                             | Jacques Tati                       | Francija, Italija         | 1967 | 115'    |
| 8.  | Pasažerka (Passenger)                                           | Potnica                       | Andrzej Munk                       | Poljska                   | 1963 | 62'     |
| 9.  | The Red Shoes                                                   | Rdeči čeveljci                | Michael Powell, Emeric Pressburger | VB                        | 1948 | 133'    |
| 10. | Sátántangó                                                      | —                             | Béla Tarr                          | Madžarska, Nemčija, Švica | 1994 | 450'    |
| 11. | Sosialismi (Socialism)                                          | Socializem                    | Peter von Bagh                     | Finska                    | 2014 | 68'     |
| 12. | Teodora, imperatrice di Bisanzio (Theodora the Slaves Emperess) | Teodora, bizantinska cesarica | Riccardo Freda                     | Italija, Francija         | 1953 | 68'     |

### Evropa na kratko
| #   | Sklop | Film | Slovenski prevod                                     | Režiser                               | Država                     | Leto | Dolžina |
| --- | ----- | --- | ---------------------------------------------------- | ------------------------------------- | -------------------------- | ---- | ------- |
| 1.  | I     | Laborat | —                                                    | Guillaume Cailleau                    | Nemčija                    | 2014 | 21'     |
| 2.  | I     | Kokoška (The Chicken) | Kokoš                                                | Una Gunjak                            | Nemčija, Hrvaška           | 2014 | 15'     |
| 3.  | I     | Arekara – la vie aprés (Arekara − The Life After)                                                                                                  | Arekara − življenja gre dalje                        | Momoko Seto                           | Francija                   | 2013 | 17'     |
| 4.  | I     | Man kann nicht alles auf einmal tun, aber man kann alles auf einmal lassen (You Can't Do Everything At Once, But You Can Leave Everything At Once) | Vsega na moreš storiti naenkrat, lahko pa vse pustiš | Marie-Elsa Sgualdo                    | Francija, Švica            | 2013 | 15'     |
| 5.  | I     | Kod ćoška (Down on the Corner) | Za vogalom                                           | Corina Schwingruber Ilić, Nikola Ilić | Švica                      | 2013 | 15'     |
| 6.  | I     | Presuda (The Verdict) | Sodba                                                | Đuro Gavran                           | Hrvaška                    | 2013 | 11'     |
| 7.  | II    | Amnezijak na plaži (Amnesiac on the Beach) | Amnezijak na plaži                                   | Dalibor Barić                         | Hrvaška                    | 2013 | 24'     |
| 8.  | II    | Ett enklare liv (A Simpler Life) | Preprosto življenje                                  | Gunhild Enger                         | Švedska                    | 2013 | 14'     |
| 9.  | II    | The Ringer | Dvojnik                                              | Chris Shepherd                        | Francija, VB               | 2013 | 17'     |
| 10. | II    | Hände zum Himmel (Hands Up to Heaven) | Roke proti nebesom                                   | Ulrike Putzer, Matthias van Baaren    | Avstrija                   | 2013 | 18'     |
| 11. | II    | Misterio (Mystery) | Misterij                                             | Chema Garcia Ibarra                   | Španija                    | 2013 | 12'     |
| 12. | III   | Kuuden päivän juoksu (Six Day Run) | Šestdnevni maraton                                   | Mika Taanila                          | Finska                     | 2013 | 15'     |
| 13. | III   | Vsak pravi pesnik (Every True Poet) | —                                                    | Nejc Saje, Jeffrey Young              | Slovenia                   | 2014 | 12'     |
| 14. | III   | Tokyo Giants | Velikani Tokia                                       | Nicolas Provost                       | Belgija                    | 2013 | 22'     |
| 15. | III   | La lampe au beurre de yak (Butter Lamp) | Maslena svetilka                                     | Hu Wei                                | Francija, Kitajska         | 2013 | 15'     |
| 16. | III   | Tiger Fight | Ples tigra                                           | Martin Repka                          | Slovaška, Indija, Avstrija | 2013 | 16'     |

### Predfilmi
1. ↑  Predfilm Habana (Havana; Edouard Salier, Francija, 2013, 20').
2. ↑  Predfilm Atlantik (Mati Diop, Francija, 2010, 16').
3. ↑  Predfilm Prizor iz življenja št. 6882 (Ruben Östlund, Švedska, 2005, 9').
4. ↑  Predfilm Incident pred banko (Ruben Östlund, Švedska, 2009, 12').
5. ↑  Predfilm Vintik špintik (Vladislav Tverdovski, Sovjetska zveza, 1928, 8').